# Команда (програмування)
У програмуванні, команда — це наказ комп'ютерній програмі діяти як деякий інтерпретатор для вирішення задачі. У загальнішому випадку, команда — це зазначення деякому інтерфейсу (наприклад командній оболонці) командного рядка.
Зокрема, термін команда використовується в мовах імперативного програмування. Ці мови названі так, тому що їх оператори, як правило, пишуться на зразок наказового дієслова що використовується у багатьох природних мовах. Якщо дивитися на оператор імперативної мови як речення природної мови, то команда, в загальному, подібна до дієслова.
Багато програм допускають використання спеціально відформатованих аргументів, відомих як операнди, які змінюють стандартну поведінку команди, в той час як додаткові аргументи описують дії команди. Порівняємо з природою мовою: операнди відповідають прислівникам, в той час як інші аргументи — додатками.

## Команди для інтерпретатора командного рядка
Все те що подається на вхід командної оболонки для інтерпретації називається командами. Частина з них команди вбудовані в командну оболонку, частина команди які виконуються ядром операційної системи (наприклад виклик exec() тощо), частина програми утиліти. Нижче наводяться кілька команд для інтерпретатора командного рядка:
- cd /home/pete

Команда cd змінює розташування користувача в дереві каталогів з поточного на каталог /home/pete.
- echo «hello»

Команда echo виводить текст hello в потік стандартного виходу, — в цьому випадку, надрукує цей текст на екрані.

## Командипроцесора
Команди процесора — команди на самому низькому рівні програмування (Див. Асемблер). Їх можна розділити на 5 груп:
- команди переносу даних, які виконують перенесення даних між регістрами чи між регістрами та пам'яттю;
- арифметичні команди, які включають в себе команди додавання, віднімання чи зменшення на одиницю (декрементування) даних у реєстрах чи пам'яті;
- логічні команди, які дозволяють виконувати такі логічні операції як порівняння, зсув чи взяття додаткового числа у реєстрах чи пам'яті;
- команди переходу які забезпечують безумовну чи умовну передачу керування, а також виклик та повернення з підпрограм;
- команди керування та команди роботи зі стеком, які організують введення — виведення даних, доступ до стека та внутрішнього Регістра ознак процесора.